# Hippocephala guangdongensis
Hippocephala guangdongensis là một loài bọ cánh cứng trong họ Cerambycidae.